# هتل کابل سرینا
هتل کابل سرینا (به انگلیسی: Kabul Serena Hotel) یک هتل مجلل در مرکز شهر کابل، افغانستان است. هتل کابل در سال ۱۹۴۵ ساخته شدو توسط شبکه توسعه آقاخان بازسازی و گسترش یافت و به نام هتل کابل سرینا نامگذاری شد. در سال ۲۰۰۵ توسط رئیس‌جمهور کرزی و آقاخان افتتاح شد.

## معماری
این هتل پنج ستاره توسط رومش خوسلا - معمار کانادایی طراحی شده است. طراحی ساختمان منعکس‌کننده معماری اسلامی کلاسیک است.

## حوادث مهم
- در تاریخ ۱۴ فوریه ۱۹۷۹ میلادی، در جریان گروگانگیری، آدولف دابس، سفیر ایالات متحده آمریکا در افغانستان در طبقهٔ دوم «هتل کابل» کشته‌شد.[۶]
- حمله ۱۳۸۶ هتل کابل سرینا
- حمله ۱۳۹۲ هتل کابل سرینا
- در فوریه ۲۰۲۵ یک شرکت آلمانی به نام "گروه بین‌المللی سیندرلا" مدیریت هتل کابل سرینا را برعهده گرفت و گفته می شود نام آن را به گرند کابل تغییر داده است.[۷]

## تصاویر

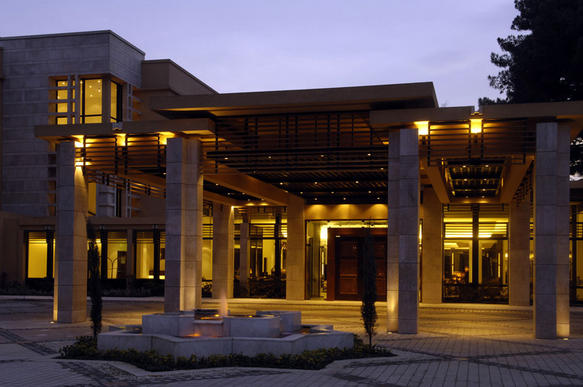
داخل هتل
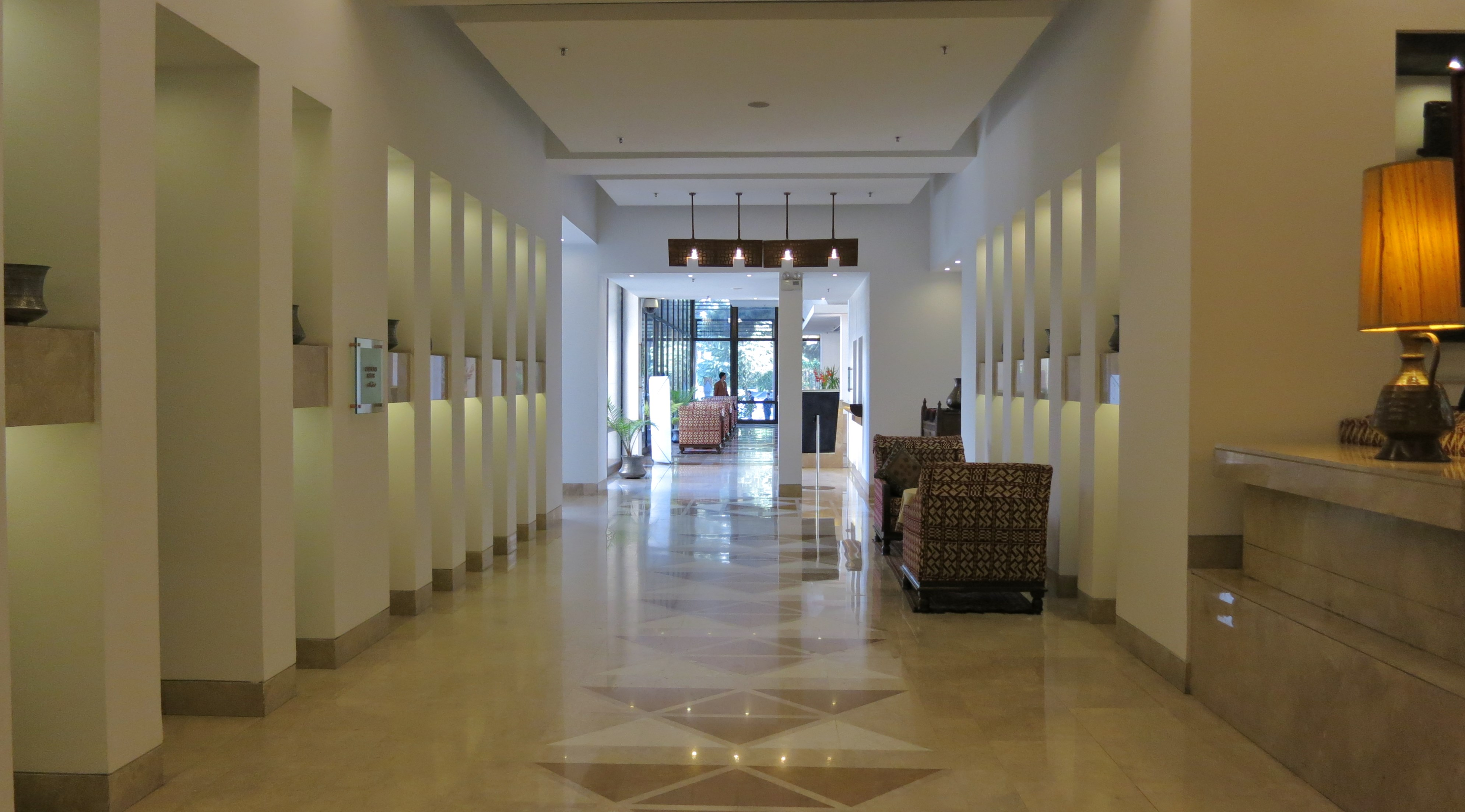
داخل هتل
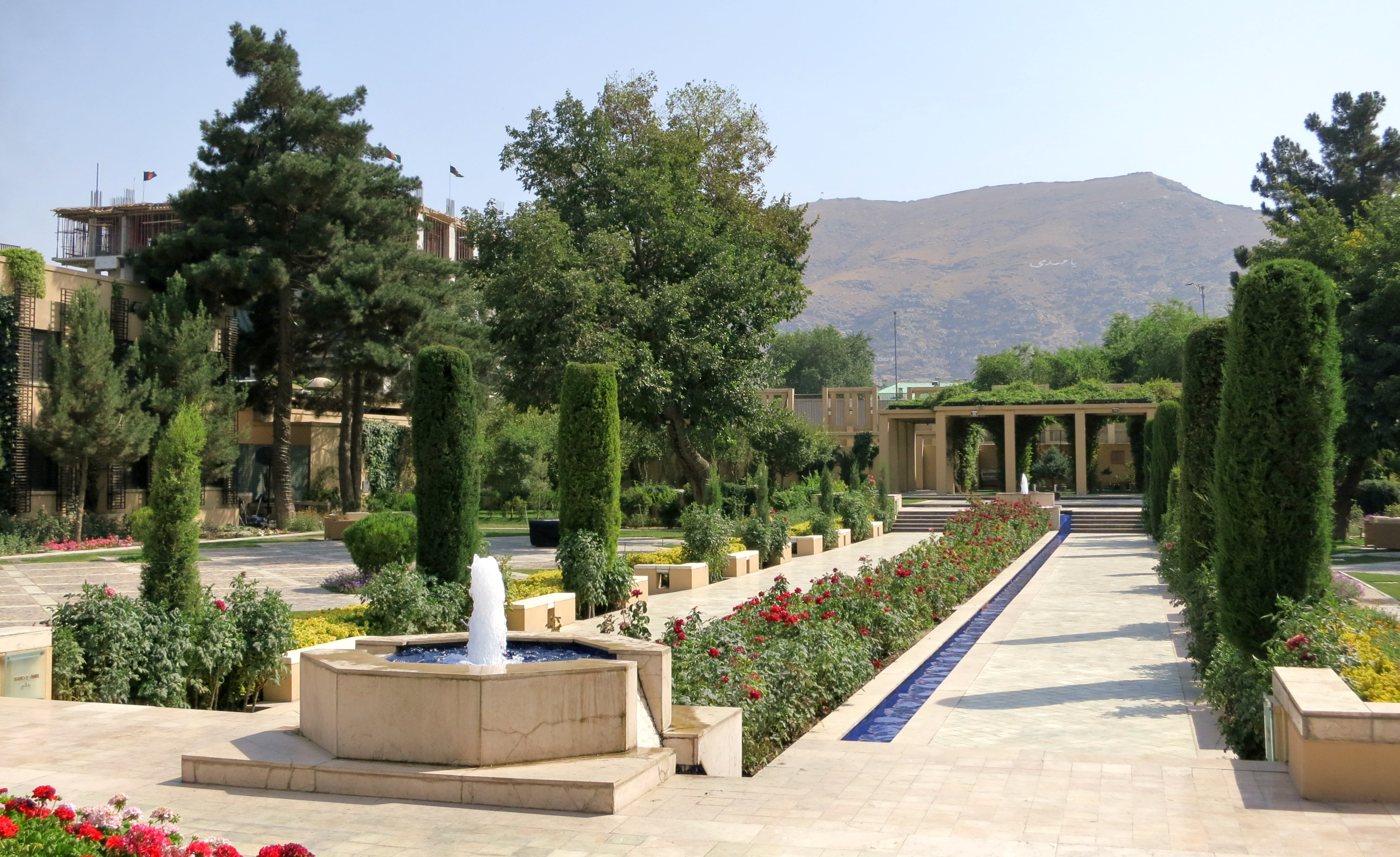
باغ‌ها